# کشوری (مشکان)
کشوری روستایی در دهستان مشکان بخش مشکان شهرستان نی‌ریز استان فارس می‌باشد.

## شغل اهالی
اهالی روستای کشوری به شغل دامداری و کشاورزی مشغول هستند و زنان روستا در گلیم بافی و قالی بافی نیز فعالیت دارند

## جاذبه گردشگری
دشت لاله‌های واژگون مشکان در منطقه جاشترگ در کنار روستای کشوری بخش مشکان شهرستان نی ریز استان فارس است.
فصل رویش این گونه نادر هرساله اواخر فروردین تا اواسط اردیبهشت ماه است که هرساله گردشگران زیادی را به خود جذب می‌کند.
دو اقامتگاه بوم‌گردی کربلایی احمد و اقامتگاه بوم‌گردی لاله‌ها پذیرایی میهمانان است.